# Писарівка – Анапа
Писарівка – Анапа – газопровід у Росії, споруджений для подачі ресурсу для проекту Турецький потік.
На початку 2010-х у Росії взялись за реалізацію грандіозного чотирьохниткового проекту Південний потік, який мав транспортувати до 63 млрд м3 на рік в обхід України до Балканських країн та Італії. Подачу ресурсу на вихідну точку Південного потоку вирішили організувати до допомогою проекту «Південний коридор», що включав трубопроводи Починки – Анапа та Писарівка – Анапа. Останній мав подавати природний газ західносибірського походження, відібраний із газопроводу Уренгой – Новопсков (споруджений в період існування СРСР для подачі ресурсу до українського газового хабу на півночі Луганської області). Початковою точкою при цьому обрали розташовану у воронезькій області компресорну станцію Писарівка.
В середині 2010-х проект Південний потік довелось скасувати. Замість нього у підсумку спорудили Турецький потік, який мав лише дві нитки та потребував значно менше ресурсу, який міг бути доправлений за допомогою одного газопроводу Писарівка – Анапа. 
Трубопровід Писарівка – Анапа, введений в дію у 2015 році, має довжину 880 км. Для нього обрали діаметр 1420 мм та робочий тиск у 9,8 МПа. Для перекачування блакитного палива споруджено компресорні станції Шахтинська, Коренівська та Казач’я.
В 2016-му компресорну станцію Коренівська на трубопроводі Писарівка – Анапа сполучили перемичкою з компресорною станцією Кубанська газопроводу Блакитний потік, що дозволило створити для останнього додаткову ресурсну базу.